# 310 a.C.
Il 310 a.C. (CCCX a.C. in numeri romani) è un anno  del IV secolo a.C.

## Eventi
- Agatocle di Siracusa si allea ad Ofella di Cirene nel disperato tentativo di espugnare Cartagine
- Roma
  - Consoli Quinto Fabio Massimo Rulliano II e Gaio Marcio Rutilo Censorino
  - Il censore Appio Claudio Cieco permette di entrare nei comizi anche a chi, invece di terreni, possiede altrettanto denaro.

## Nati
- Menippo di Gadara, filosofo e scrittore greco antico († 255 a.C.)
- Milone di Taranto, militare greco antico († 260 a.C.)
- Posidippo, poeta greco antico († 240 a.C.)

## Morti
- Bian Que, medico cinese
- Rossane, principessa persiana